# Powałkowice
Powałkowice – wieś w Polsce położona w województwie kujawsko-pomorskim, w powiecie radziejowskim, w gminie Osięciny.
Wieś sołecka.
Według Narodowego Spisu Powszechnego (III 2011 r.) liczyła 131 mieszkańców. Jest 24. co do wielkości miejscowością gminy Osięciny.

## Historia
W XIX wieku Powałkowice to wieś i folwark w powiecie nieszawskim, gminie Osięciny, parafii Witowo. W 1886 r. folwark miał 577 mórg, wieś 18 osad i 43 mórg. W 1827 r. należały Powałkowice do parafii Swierczyn, miały 6 domów, 62 mieszkańców. Wieś ta nosiła pierwotnie nazwę Powołowice. Przechował się akt rozgraniczenia w 1339 r. wsi Witowa, należącej do biskupa kujawskiego z przyległą wsią Povolovicz, należąca do sześciu braci Slappow i Wyssoty.
- w 1349 r. powtórnie rozgranicza tę wieś Paweł Slapa, z braćmi od Witowa.
- w 1354 r. Paweł, biskup, nabywa od dwóch częściowych dziedziców z Powałkowic, pewną część wsi.
- w 1356 r. zapada w grodzie brzeskim (Brześć Kujawski) wyrok przysądzający biskupowi, wbrew pretensyom dwóch częściowych dziedziców z Powałkowic pewne cząstki ról (Kod. dypl. Muczk. i Rzysz., T.II, s.63,283,300,302).
- według registru poborowego powiatu brzeskiego (XVI wiek) wieś Powałkowice, w parafii Dąbie, stanowi własność Wacława Tchórzewskiego, miała 2 łany kmiece, 1 zagrodnika, 3 łany puste (Pawiński Kod. Wielkop. T.II, s.11).

W latach 1954-1961 wieś była siedzibą gromady Powałkowice, po jej zniesieniu w gromadzie Witowo Nowe. W latach 1975–1998 miejscowość administracyjnie należała do województwa włocławskiego.